# Bitka pri Graniku
Bitka pri Graniku (tudi ob Graniku, na reki Granik,...) je bila prva večja zmaga Aleksandra Velikega proti Perzijskemu imperiju pri osvajanju Male Azije.
Sama bitka je potekala ob reki Granik v severnozahodni Mali Aziji, blizu Troje.

## Predhodno dogajanje
Po smrti svojega očeta Filipa II. Makedonskega in utrditvi svojih položaj pri Makedonskih in Grkih, se je Aleksander odpravil nadaljevati začeto očetovo delo in to je bila osvojitev Male Azije.
334 pr. n. št. je zbral vojsko 31.000 mož in jih z 160 trierami in mnogimi drugimi manjšimi trgovskimi ladjami prepeljal čez Jonsko morje, kjer se je nato izkrcal pri Helespontu (današnje Dardanele).
Perzijski imperij je proti njemi takoj odposlal vojsko štirih satrapov, ki so vodili Perzijce iz svojih satrapij (Mala Frigida, Lidija, Kapadokija in Frigija) in zbrane grške najemnike. Vodja le-teh je predlagal strateški umik in taktiko požgane zemlje, da bi tako prisilili Aleksandra, da se umakne z obal, raztegne in izčrpa svoje zaloge ter s tem tudi svojo vojsko. Ob pravem trenutku bi ga nato napadli in premagali. Perzijci pa so zavrnili ta predlog in se odločili za frontalni spopad.
Obe vojski sta se srečali na nasprotnih bregovih reke Granik, na mestu, kjer je reko prečkala cesta Abidos-Dascylium.

## Uvod v bitko
Perzijska stran je utrdila svoj breg reke z zasilnimi pregradami.
Perzijska vojska je bila razporejena sledeče:
- osrednjo, glavno bojno linijo je sestavljalo devet konjeniških enot, od tega je bila grška najemniška konjenica na skrajnem levem krilu bojnega razporeda
- vsa perzijska pehota je bila nameščena za glavno črto in je predstavljala rezervno silo.

Grška vojska se je razporedila sledeče (od levega krila proti desnem):
- tesalska konjenica (Calas)
- tračanska konjenica (Agathon)
- konjenica ostalih grških zaveznikov (Filip)
- 1. lahka pehota (Craterus)
- 2. lahka pehota (Meleager)
- 3. lahka pehota (Filip)
- 4. lahka pehota (Amyntas)
- 5. lahka pehota (Coenus)
- 6. lahka pehota (Perdiccas)
- ščitonosci (Nicanor)
- apolonijska konjenica (Arrhabaeus)
- tovariška konjenica (Philotas)
- 7. lahka pehota (Clearchus)
- 8. lahka pehota (Attalus)
- vsa makedonska falanga je bil nameščena za centrom razporeda.

## Bitka
Bitka se je začela, ko je grško levo krilo (lahka konjenica in lahka pehota) napadla perzijsko desno krilo; uspelo je prekoračiti reko, a so jih zavrnili; Perzijci so pričeli pritiskati proti umikajočim Grkom, ki so se vračali na začetni položaj.
Takrat je Aleksander sam prevzel poveljstvo težke konjenice (glavnina tovariška konjenica) in udaril neposredno v perzijski center. Istočasno mu je sledila tudi makedonska falanga, medtem ko je 7. in 8. lahka pehota napadla grške najemnike na skrajnem levem perzijskem krilu. Preostale enote prve linije so pričele počasi napredovati.
Perzijska težka plemiška konjenica je izvedla protinapad na Aleksandrovo konjenico. V tem spopadu je bilo ubitih tudi več visokih perzijskih plemičev, toda Aleksander sam je bil ranjen in je skoraj bil ubit. Makedonska konjenica je zdaj udarila na levo proti perzijski konjenici, ki je bila hkrati pod napadom makedonske prve linije in se je pričela umikati. Tako je nastala vrzel v perzijskem razporedu in vanjo je vdrla makedonska pehota, ki je napadla šibko perzijsko pehoto.
Ko je perzijska konjenica videla prihod makedonske falange in bila hkrati pod napadom težke konjenice, je zapustila bojišče. Vsa makedonska vojska je zdaj prenesla pozornost na še vedno bojujoče se grške najemnike. Sprva so jih obkolili in prekinili bojevanje. Ko je Aleksander zavrnil prošnje o njihovi pomilostitvi, so jih 18.000 pobili takoj na bojišču, preostalih 2.000 pa kot sužnje odvedli v rudnike. 
V samem napadu je Aleksander izgubil 85 konjenikov in 30 pešakov, medtem ko so ubili 1.000 perzijskih konjenikov, 18.000 grških najemnikov in zajeli 2.000 Grkov.

## Po bitki
Makedonska zmaga je predvsem pokazala Perzijcem, da so dobri nasprotnik, ki ga je treba spoštovali.
Neposredna posledica te bitka je bila osvoboditev grških maloazijskih mest in vzpostavitev mostišča za nadaljnje osvajanje.